# 壽都鐵道
壽都鐵道（日语：／）是曾經存在於日本北海道的一間鐵路公司。該公司於1918年（大正7年）創業，於1920年（大正9年）至1968年（昭和43年）之間經營連接北海道壽都郡黑松內町黑松內站至同郡壽都町壽都站之間的鐵路線。
公司在1968結業，當時中小型私鐵公司常有倒閉。但壽都鐵道倒閉時公司資本只有2000萬日圓，負債額達到2億5000萬日圓，長期拖欠工資，被稱為最悲慘的公司例子。

## 歷史

### 成立的經過
面向壽都灣的壽都町，自明治時代以來，該處以捕撈鯡魚而繁榮。在鐵路開通前的1918年，町內至黑松內站之間曾經設有馬車服務。費用為60錢，所需時間為2小時。在冬天使用馬雪橇的情況下則需要2.5小時。
壽都町曾經表示希望在函館至小樽之間的鐵路線（函館本線）中，開設支線連接該處。當時當有機會時，町便向有關部門提出請求。但是一直未能得到政府決議敷設鐵路，因此民間成立了公司，計畫自行敷設鐵路之後讓政府收購，並於1918年2月13日獲得鐵路許可狀。同年8月20日，壽都鐵道株式會社成立，以興建鐵路運輸鯡魚和礦產。。公司當時的資本為50萬日圓，由福井縣三國出身的畑金吉成立。他曾經擔任新聞記者，後來進入政壇，成立了立憲同志會北海道支部。在競選之際，壽都町的有力人士中田忠治和土谷重右衛門接觸畑金吉，表示鐵路對於該町的繁榮十分重要，願意加入鐵路敷設運動。其他的公司高層則是來自函館和小樽的商人。在1919年7月開始動工興建，但是受到第一次世界大戰影響，建材價格高騰，建設費用達到90萬日圓，差不多是資本額的兩倍，部分費用是從金融機構借入，機車等車輛都是從鐵道省購入。

### 通車至暫停營業
在1920年10月24日，鐵路線正式開通。在27日，邀請了官員和名人於壽都站前舉行開通儀式。當時在町內也舉行了一些慶祝活動，包括燈籠遊行和煙火表演。在27和28日免費讓乘客乘坐，當時使用了7170形機車行走壽都鐵道。鐵路線運送乘客和貨物，一年的載客量約10至13萬人。在1946年到達高峰31萬人。另外，在運送鯡魚的時候，曾經發生因魚油使導致列車打滑事故。畑金吉希望政府可以收購鐵路，多次在國會開議時向全體國會議員請願，但是最後未能實現。另一方面，在經營13年後，公司終於完成償還債務，業務進展順利。但是在第二次世界大戰後，由於物價和人工上升，但是車費卻未能得到物價廳的批准而無法調漲，經營開始惡化。在1952年，為了削減經費，便引入效率良好的柴油機車（為北海道初首架營運用柴油機車）。可是隨著礦山關閉、漁業衰退、道路網完善使貨物改用貨車運送、巴士行走相近的路線，鐵路客源減少。在1965年時間表修正起，班次減少至1日1個往返班次。在冬季更為了節省除雪費用而暫停營業，因此一年只有不到300天的時間營業。而營運時如黑松內站內有國鐵臨時列車停靠在月台時，因月台無法使用，前往黑松內的列車不會接載乘客。此外，公司也有計劃把壽都鐵道進行延伸以連接岩內線，成為了函館本線的替代且坡度較低的路線。為了吸引被日本國有鐵道收購，公司在營運鐵路以外，也有巴士、的士和碎石等業務。在1968年4月19日北海道新聞夕刊刊登的特別報導中，介紹了壽都鐵道，當中記述了「一輛在十九世紀由美國鮑德溫公司製造的機車。當全國鐵路迷前來參觀時，三位機廠的人員唯一能做的就是把機車從機車庫拉出來展示」、「曾經以鯡魚和礦山而繁榮的壽都鐵道。現今路軌的道釘已經不見了，枕木也已經腐爛，成為『馬之散歩道』。由於使用客貨混合的形式運作，加上班次不定，受到乘客的抱怨。」、「一日的客量只有10人。但因『雪災』，一月一日起暫停營業。雖然路軌上的雪已經消失了，但是現在看來機車沒有運作的跡象」。當時，壽都鐵道實際已經處於暫停營業的狀態。公司在同年4月30日向運輸省申請全線暫停營業，同時解僱了20名鐵路部門的人員。經過運輸審議會的報告後，交通部長批准於同年8月14日起暫停營業。可是如前所述，由於鐵路線在前年1967年後旬實際上已經暫停營業，實際的最後列車行駛日期已經不可考。

### 巴士業務的衰落
在1968年4月，公司關閉鐵路部門，解雇了20人。在關閉該部門後，只剩下巴士部門，雖然公司只營運壽都 - 黑松內 - 長萬部等規模較小的巴士路線，但是仍然拖欠員工薪資。陷入困境的工會於十月開始自力管理巴士業務。員工們相信將收入交給公司就會被拿去償還債務，無法成為他們的薪水。1日的車費收入為約3萬日圓，扣除燃料費用6000日圓，其餘收入分給工會14名成員與臨時雇用的巴士車長。公司也默認了這一點。但是在11月，公司已經無法支付購買雪胎和暖氣的費用。有一些工會成員選擇辭職以失業保險金過活，到那時才發現約為60萬日圓的失業保險金，公司已經兩年未繳。。

### 公司清盤
暫停營業中的鐵路線在1972年5月11日起正式獲得廢除許可。公司也進行清盤。在1968年，巴士業務率先以500萬日圓移交給北海道中央巴士。但是路線許可權不可於表面上進行買賣，只可在幕後交易（後來在1978年把路線轉讓給二世古巴士）。該500萬日圓以用作支付薪金。同年11月19日關閉了巴士部門。雖然當時沒有支付遣散費，但是在私鐵聯合會的呼籲下，進行了捐款救濟行動，把籌集的資金送給那些被遣散的員工。公司也承諾分期支付失業保險金，以把保險金支付給員工。在1985年6月6日，NHK新聞特別報導中，訪問了壽都鐵道的社長：「為了期待岩內線延長和收購用地，因此繼續維持公司運作。但是同月30日，隨著岩內線廢除，沒有繼續經營公司的意義」。
在停業登記冊中，可發現壽都鐵道株式會社於1987年7月20日股東大會上正式通過了解散公司的決議。根據當時的法例，當株式會社在進行股東大會中決議把公司解散後，便會進入清盤手續。在該手續完成後，需要登記完成清盤。但是實實上一直沒有登記完成清盤，直至2004年3月8日，根據商業登記規則第81條第1項第1號規定（登記解散後超過10年），登記官使用了職權把公司關閉。另外在2009年，壽都町通過決議，放棄其所持有的全部10萬日圓股份。

## 路線

### 路線資料
- 路線距離（營業距離）：黑松內 - 壽都 16.5公里
- 軌距：1067毫米
- 車站數目：5座（包含起終點站）
- 雙線區間：沒有（全線單線）
- 電氣化區間：沒有（全線非電氣化（日语：非電化））
- 閉塞方式：電話電報閉塞

### 車站列表
公司名稱和車站所在地截至廢線一刻。所有車站均位於北海道內。
| 中文站名 | 日文站名 | 英文站名     | 站間距離 | 營業距離 | 接續路線               | 所在地         |
| -------- | -------- | ------------ | -------- | -------- | ---------------------- | -------------- |
| 黑松內   |          | Kuromatsunai | -        | 0.0      | 日本國有鐵道：函館本線 | 壽都郡黑松內町 |
| 中之川   |          | Nakanogawa   | 3.9      | 3.9      |                        | 壽都郡黑松內町 |
| 湯別     |          | Yubetsu      | 6.0      | 9.9      |                        | 壽都郡壽都町   |
| 樽岸     |          | Tarukishi    | 3.4      | 13.3     |                        | 壽都郡壽都町   |
| 壽都     |          | Suttsu       | 3.2      | 16.5     |                        | 壽都郡壽都町   |

## 運輸業績
| 年度 | 載客員（人） | 貨運量（公噸） | 營業收入（日圓） | 營業支出（日圓） | 營業利潤（日圓） | 其他支出（日圓）     | 支付利息（日圓） | 政府補貼（日圓） | 拓殖補貼（日圓） |
| ---- | ------------ | -------------- | ---------------- | ---------------- | ---------------- | -------------------- | ---------------- | ---------------- | ---------------- |
| 1920 | 17,775       | 2,500          | 12,534           | 12,463           | 71               |                      |                  |                  |                  |
| 1921 | 118,053      | 23,071         | 86,097           | 104,511          | ▲ 18,414         |                      |                  |                  |                  |
| 1922 | 108,289      | 15,688         | 70,562           | 92,231           | ▲ 21,669         |                      |                  |                  |                  |
| 1923 | 99,180       | 13,323         | 66,384           | 83,071           | ▲ 16,687         | 7,111                | 32,559           | 42,949           | 38,735           |
| 1924 | 99,961       | 14,530         | 68,012           | 80,014           | ▲ 12,002         | 雜項損失10           | 30,530           | 43,342           | 26,005           |
| 1925 | 98,688       | 17,366         | 69,899           | 80,983           | ▲ 11,084         | 拓殖補助金返還29     | 29,447           | 43,439           | 26,093           |
| 1926 | 108,640      | 19,906         | 76,885           | 87,374           | ▲ 10,489         | 雜項損失867          | 27,854           | 43,618           | 26,171           |
| 1927 | 97,222       | 18,334         | 68,920           | 88,331           | ▲ 19,411         | 雜項損失3            | 27,146           | 43,750           | 35,117           |
| 1928 | 99,203       | 16,100         | 69,333           | 91,607           | ▲ 22,274         |                      | 25,625           | 42,857           | 35,037           |
| 1929 | 107,637      | 19,508         | 78,083           | 86,713           | ▲ 8,630          | 折舊及雜項損失35,561 | 23,561           | 43,887           | 35,110           |
| 1930 | 94,149       | 15,592         | 67,134           | 87,776           | ▲ 20,642         | 折舊34,200           | 21,422           | 35,749           | 43,624           |
| 1931 | 80,516       | 13,716         | 63,219           | 80,417           | ▲ 17,198         | 折舊39,500           | 19,423           |                  | 79,647           |
| 1932 | 79,152       | 12,959         | 56,991           | 72,418           | ▲ 15,427         | 雜項損失3            | 16,790           |                  | 79,917           |
| 1933 | 82,391       | 12,280         | 58,893           | 75,317           | ▲ 16,424         | 雜項損失與其他41,882 | 14,359           | 75,995           |                  |
| 1934 | 95,460       | 15,558         | 66,240           | 78,905           | ▲ 12,665         | 雜項損失與折舊44,699 | 11,494           |                  | 77,254           |
| 1935 | 99,952       | 24,931         | 75,053           | 80,502           | ▲ 5,449          | 雜項損失與折舊35,094 | 9,202            |                  | 53,685           |
| 1936 | 87,523       | 23,676         | 74,161           | 87,292           | ▲ 13,131         | 雜項損失3,317        | 4,818            |                  |                  |
| 1937 | 98,629       | 32,866         | 84,817           | 84,676           | 141              | 雜項損失5,849        | 3,818            | 17,684           |                  |
| 1939 | 136,200      | 35,496         |                  |                  |                  |                      |                  |                  |                  |
| 1941 | 190,238      | 47,356         |                  |                  |                  |                      |                  |                  |                  |
| 1943 | 238,129      | 50,820         |                  |                  |                  |                      |                  |                  |                  |
| 1945 | 240,257      | 38,485         |                  |                  |                  |                      |                  |                  |                  |
| 1949 | 219,328      | 37,255         |                  |                  |                  |                      |                  |                  |                  |
| 1952 | 110,907      | 50,420         |                  |                  |                  |                      |                  |                  |                  |
| 1958 | 114千        | 57,194         |                  |                  |                  |                      |                  |                  |                  |
| 1963 | 78千         | 36,437         |                  |                  |                  |                      |                  |                  |                  |
| 1966 | 4千          | 30,604         |                  |                  |                  |                      |                  |                  |                  |

- 資料取自各年度版《鐵道院鐵道統計資料》、《鐵道省鐵道統計資料》、《鐵道統計資料》、《鐵道統計》、《國有鐵道陸運統計》、《地方鐵道軌道統計年報》及《私鐵統計年報》。

## 車輛

### 蒸氣機車
1
前鐵道院7170形7170。在1920年開業時引入。在1950年，與舊鐵道院7170形7171（車隊編號：2）（後述）發生正面相撞，在翌年1951年被退役。
2
前鐵道院7170形7171。在1920年開業時引入。在1950年，與車隊編號「1」的機車發生正面相撞，在翌年1951年被退役。
5552
前鐵道省5500形5552。在1938年12月引入，1951年退役。
9046（第一代）
前國鐵9040形9046。在1950年4月2日製造。在1953年10月，被替換為第二代9046（前9045）。
7223
前定山溪鐵道7223（←鐵道院7200形7223）。在1951年引入，1953年退役。
7224
前定山溪鐵道7224（←鐵道院7200形7224）。在1951年引入，1952年退役。
7205
前國鐵7200形7205。在1952年引入，1958年退役。
9046（第二代）
前雄別煤礦鐵道9045（←鐵道省9040形9045）。在1953年10月替換第一代9046。在1958年12月10日退役。
8105（第一代）
前定山溪鐵道8105（←鐵道院8100形8105）。在1958年12月引入。在1963年6月，被替換為第二代8105（前8111）。
8108（第一代）
前定山溪鐵道8108（←鐵道院8100形8108）。在1958年12月引入。在1963年6月，被替換為第二代8108（前8119）。
8105（第二代）
前茅沼煤礦8111（←鐵道院8100形8111）。在1963年6月替換第一代8105。在廢線時還存在。
8108（第二代）
前茅沼煤礦8119（←鐵道院8100形8119）。在1963年6月替換第一代8108。在廢線時還存在。

### 柴油機車
DB511
在1952年由汽車製造製造的L形機械式柴油機車（製造編號2723）。1953年3月製造。在1966年8月退役。隨後賣給釧路的丸彦渡邊建設
DC512
在1955年由汽車製造製造的L形液體式柴油機車（製造編號2746）。1956年3月製造。在廢線時還存在。

### 柴油列車
KiHa1
在1932年由汽車製造製造的機械式柴油列車。該列車源自成田鐵道（第二代）De301，後來易手至東武鐵道KiSa11。最後在1954年引入。在廢線時還存在。

### 客車
Ro1 → FuRoHa1 → Ha1
Ro2 → FuRo2 → Ha2
為了開業，便引入於1903年由鐵道作業局新橋工場製造的木製兩軸客車。當初新製的編號為Ro188、172。後來改為Ro435、439。在引入至壽都鐵道時改為Ro1、2。在1914年度，Ro1改為FuRoHa1，Ro2改為FuRo2。後來在戰時，FuRoHa1於國鐵五稜郭工機部，FuRo2於苗穗工機部進行車體翻新，並改為Ha1、2。最後在1956年10月退役。
Ha3, Ha4
為了開業，便引入於1893年至1894年由平岡工場製造的木製兩軸客車。當初客車源自參宮鐵道的4、5，後來改為Ha2356、2357。最後在1956年10月退役。
Ha5
在1930年5月引入的木製兩軸客車。該客車在1898年由新潟鐵工所製造。當初客車源自北越鐵道Ha37，後來改為Ha2357。最後在1956年10月退役。
Ha6（第一代）
在1940年11月引入的木製兩軸客車。該客車在1902年由汽車製造製造。當初客車源自參宮鐵道「Ha54」，後來改為Ha2398。最後在1956年10月退役。
Ni1
在1936年7月引入的木製兩軸客車。該客車在1906年由日本鐵道大宮工場製造的「Ni82」。後來改為Ni4306。最後在1956年10月退役。
OHa8518
在1952年11月引入的木製三軸轉向架客車。該客車編號曾經多次改動。在戰時改造為通勤車輛。在廢線時還存在，現時已被拆毀。
Ha21 → Ha6（第二代）
在1957年3月引入的半鋼製單邊轉向架客車。該客車在1930年由汽車製造東京支店製造。當初客車源自北九州鐵道KiHa7，在國有化後變為KiHa5024。後來客車曾經於下野電氣鐵道和東武矢板線服役（車型編號：KiSa24→KiSa21）。隨後才引入至壽都鐵道。在書籍中，指出該車是承繼第一代Ha6。在引入的編號為Ha21，後來才改為Ha6（第二代）。在廢線時還存在。
YuNi1
在1954年10月引入的半鋼製兩軸客車。該客車在1932年由日本車輛製造東京支店製造。當初客車源自相模鐵道（現時：相模線）KiHa101。後來該線國有化之際轉往神中線（現時：相模鐵道本線）服役。隨後由於路線電氣化，便把多剩的客車（即此客車）轉讓給壽都鐵道。

## 巴士
上述提及，在鐵路經營末期。只有前往壽都的一班列車行走。為了輔助鐵路服務，便提供了巴士服務。巴士路線是從壽都站出發，途經中之川站和黑松內站，前往長萬部町的國縫站。在把路線轉讓給北海道中央巴士之際，終點站改為長萬部站。後來北海道中央巴士和二世古巴士時間表於1997年前的時間表中，紀載了於長萬站部轉乘函館巴士的時間表。

## 注腳